# Tejen
Tejen (o Tedzhen) è una città-oasi nel deserto del Karakum, nella provincia di Ahal del Turkmenistan. È situata alla latitudine di 37°23' N e alla longitudine di 60°30' E, a 161 m di altitudine. Ha una popolazione di circa 52.000 abitanti.
Il fiume Hari scorre nei pressi della città, e di conseguenza in Turkmenistan è noto anche come fiume Tejen.

## Infrastrutture e trasporti
La città è uno dei terminali della ferrovia Transcaspiana, e negli anni '90 è stata aperta una nuova linea che conduce a Mashhad, in Iran.